# Млике
Млике је горанско село у Општини Гора, на Косову и Метохији. По законима привремених институција Косова ово насеље је у саставу општине Драгаш. Иван Јастребов је записао да је ниже села Млике у земљи било камење које је служило као темељ мале српске цркве.

## Демографија
Насеље има горанску етничку већину.
Број становника на пописима:
- попис становништва 1948. године: 461
- попис становништва 1953. године: 428
- попис становништва 1961. године: 428
- попис становништва 1971. године: 455
- попис становништва 1981. године: 506
- попис становништва 1991. године: 355

### Попис2011.
На попису становништва 2011. године, Млика је имала 92 становника, следећег националног састава:
| Попис 2011.‍ | Попис 2011.‍ | Попис 2011.‍ | Попис 2011.‍ | Попис 2011.‍ |
| ----------- | ----------- | ----------- | ----------- | ----------- |
|             |             |             |             |             |
| Горанци     | Горанци     |             | 89          | 96,73%      |
| Албанци     | Албанци     |             | 1           | 1,08%       |
| Ашкалије    | Ашкалије    |             | 1           | 1,08%       |
| Бошњаци     | Бошњаци     |             | 1           | 1,08%       |
| укупно: 92  |             |             |             |             |